# Saint-Julien-d'Asse
 Saint-Julien-d'Asse  es una población y comuna francesa, situada en la región de Provenza-Alpes-Costa Azul, departamento de Alpes de Alta Provenza, en el distrito de Digne-les-Bains y cantón de Mézel.

## Demografía
| 86 | 69 | 68 | 76 | 114 | 124 |
| Para los censos de 1962 a 1999 la población legal corresponde a la población sin duplicidades (Fuente: INSEE [Consultar]) |    |    |    |     |     |